# Илса Бик
Илса Бик (на английски: Ilsa Bick) е американска писателка на бестселъри в жанра хорър, фентъзи и научна фантастика.

## Биография и творчество
Илса Джой Бик е родена през 1957 г. в САЩ. Завършва английска литература и кино изкуства в колежа. Служи във Военновъздушните сили на САЩ в базата „Андрюс“ по време на войната в Залива достигайки чин майор. Докато е в армията учи медицина, първоначално хирургия, а после психиатрия, в Университета „Джордж Вашингтон“, който завършва през 1982 г. Работи като началник на Детската и юношеска психиатрична клиника в базата „Лакланд“, Тексас. Помага на много хора да се справят със следите от войната. За себе си тя казва:
„Винаги съм намирала борбата за оцеляване след бедствие за много интересна тема – компромисите, които хората трябва да направят, и правилата, които трябва да нарушат, за да оцелеят. Освен това баща ми е оцелял от Холокоста. Такъв вид катастрофа, след която светът се срива и хората се превръщат в чудовища, винаги е била позната тема в живота ми“.
В края на 90-те започва да пише фантастични и хорър разкази. Първият ѝ разказ „A Ribbon for Rosie“ е рубликуван през 1999 г.
През 2003 г. е издаден първият ѝ роман „Well of Souls“ от съвместната авторска поредица „Стар Трек: Изгубената ера“.
Първият ѝ самостоятелен роман за тийнейджъри „Draw the Dark“ е удостоен с наградата „Уестчестър“ за литература през 2011 г.
През 2011 г. е издаден хорър романът ѝ „Пепел“ от едноименната поредица, за който черпи вдъхновение от опита си като психиатър и военен.
Илса Бик живее със семейството си в Колер, Уисконсин.

## Произведения

### Самостоятелни романи
- Draw the Dark (2010)
- Drowning Instinct (2012)
- The Sin Eater's Confession (2013)

### Серия „Пепел“ (Ashes Trilogy)
1. Ashes (2011) 
Пепел, изд.: „Егмонт“, София (2012), прев. Анна Стоева
2. Shadows (2012) 
Сенки, изд.: „Егмонт“, София (2013), прев. Анна Стоева
3. Monsters (2013) 
Чудовища, изд.: „Егмонт“, София (2014), прев. Ирина Ценкова

### Серия „Тъмни коридори“ (Dark Passages)
1. White Space (2014)
2. The Dickens Mirror (2015)

### Участие в общи серии с други писатели

#### Серия „Стар Трек: Изгубената ера“ (Star Trek: The Lost Era)
4. Well of Souls (2003)
от серията има още 7 романа от различни автори

#### Серия „Стар Трек: S. C. E.“ (Star Trek: S. C. E.)
51. Lost Time (2005)
55. Wounds, Book 1 (2005)
56. Wounds, Book 2 (2005)
- Ghost (2007)
- Wounds (2008) – с Кийт де Кандидо, Джон Ордовър, Тери Озбърн и Кори Ръштън

от серията има още 61 романа от различни автори

#### Серия „BattleTech: Тъмната епоха“ (BattleTech: Mechwarrior Dark Age)
16. Daughter of the Dragon (2005)
19. Blood Avatar (2005)
24. Dragon Rising (2007)
от серията има още 5 романа от различни автори

### Новели
- Acceptable Losses (2011)

### Разкази
- A Ribbon for Rosie (1999)
- The Quality of Wetness (2000)
- Shadows, in the Dark (2001)
- Judah's Breath (2001)
- Build Me (2002)
- Strawberry Fields (2002)
- Beyond Antares (2003)
- Morgan Primus: Alice, on the Edge of Night (2003)
- In the Blood (2003)

### Сборници
- Crimewave 11: Ghosts (2010) – с Нина Алън, Ричард Бютнер, Кристофър Фаулър, Коди Гудфелоу, Дейв Хойн, Алисън Литълууд, О'Нийл Де Но и Лука Шолер